# Rubus ostrinus
Rubus ostrinus är en rosväxtart som beskrevs av Wilhelm Olbers Focke. Rubus ostrinus ingår i släktet rubusar, och familjen rosväxter. Inga underarter finns listade i Catalogue of Life.